# 地経学研究所
地経学研究所 (ちけいがくけんきゅうじょ、英: Institute of Geoeconomics、通称 IOG)は、東京都港区に所在する国際関係・地政学のシンクタンクである。
所長は、東京大学公共政策大学院教授の鈴木一人。

## 概要
2022年7月に公益財団法人国際文化会館と一般社団法人アジア・パシフィック・イニシアティブの合併に伴い、国際文化会館内に設立された民間・独立のシンクタンク。経済安全保障、経済制裁、技術覇権など地政学と経済が融合した「地経学」の枠組みで、分析、政策研究を行っている。2025年4月現在、所属している研究員は26名（客員研究員含む）。

## 主な活動
外交・安全保障・経済安全保障・新興技術・政治・経済に関する研究活動を行う。
- 地経学ブリーフィング
- IOG地経学オンラインサロン
- IOG地経学インサイト
- IOGコメンタリー
- IOG Economic Intelligence Report（英語）
- Geoeconomic Agenda（英語）